# Monte San Giacomo
Monte San Giacomo là một đô thị (comune) thuộc tỉnh Salerno trong vùng Campania của Ý. Monte San Giacomo có diện tích 51 km2, dân số là 1653 người (thời điểm ngày 1 tháng 4 năm 2009).